# Hylaeus kaszabi
Hylaeus kaszabi är en biart som beskrevs av Dathe 1986. Hylaeus kaszabi ingår i släktet citronbin, och familjen korttungebin. Inga underarter finns listade i Catalogue of Life.